# Scaläratobel

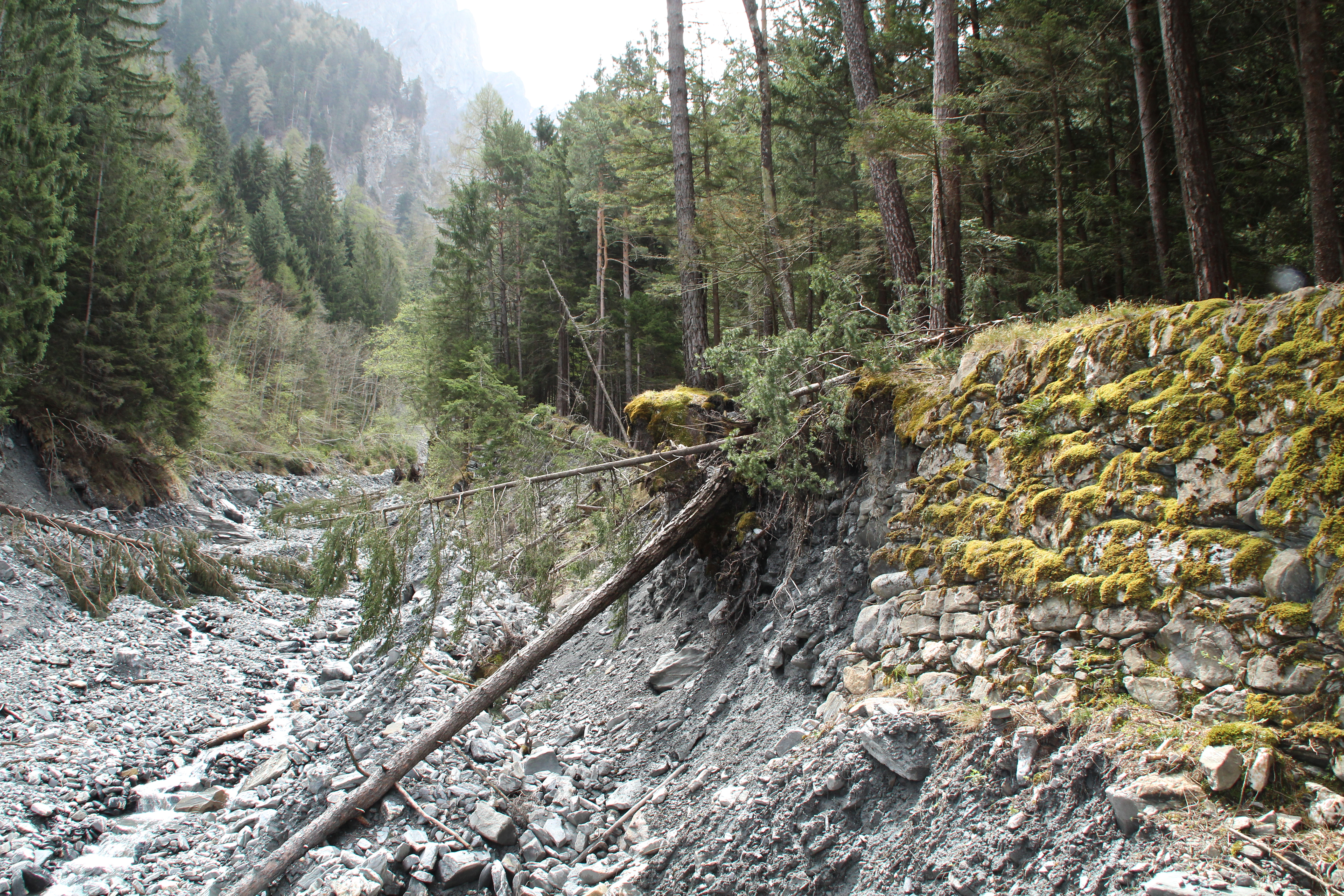
Im Tobel

Das Scaläratobel liegt nordöstlich der Stadt Chur und im Süden des Dorfes Trimmis im Kanton Graubünden in der Schweiz. Die Grenze zwischen den beiden Gemeinden verläuft durch das Tobel.

## Name
Der Name Scalära lässt sich herleiten aus dem Rätoromanischen scala / stgala (Treppe) und aria (Luft, Himmel); bedeutet also etwa «Himmelsleiter». Die Bezeichnung bezieht sich wohl auf die beiden treppenartig aufsteigenden Höhenzüge, die Rote Platte und den Hochgang, die das Tobel auf beiden Seiten begrenzen.

## Beschreibung
Das bewaldete, tief eingeschnittene und unzugängliche Tobel liegt am Nordwesthang der Hochwangkette. Es beginnt in einer Höhe von 1900 Metern am Grat des Fürhörnli und erstreckt sich auf einer Länge von rund 1,8 Kilometern nach Norden, wo es auf 900 Metern in die Scalärarüfi übergeht. Dort vereinigt sich der Bach mit der Maschänserrüfe, die von Osten einmündet. Das Wasser der beiden Bäche fliesst nach Nordwesten durch unbewohntes Gebiet und mündet nach 2,3 Kilometern in den Rhein.

## Schutzgebiet
Um das Jahr 1900 schlug der Stadtverein Chur die Schaffung des «zoologischen Reservates Scaläratobel» vor. Namhafte Persönlichkeiten aus Politik, Kunst und Wissenschaft konnten die skeptischen Stadt- und Kantonsbehörden vom Sinn ihres Anliegens überzeugen, und so wurde 1912 die Schaffung eines «Wildasyls» beschlossen, das auch ein Jagdverbot für Raubwild umfasste. Paul Sarasin, einer der Mitbegründer des Schweizerischen Nationalparks, regte die Schaffung eines Reservats mit strengem Schutz aller Pflanzen und Tiere an, konnte sich aber nicht durchsetzen.

## Rüfi
Der stark verwitterungsanfällige Bündnerschiefer, in den sich die beiden Bäche eingegraben haben, liefert bei heftigen Niederschlägen aus einem Einzugsgebiet von rund sechs Quadratkilometern grosse Mengen an Geschiebe, das als Murgang dem Talboden und Rhein zu fliesst. 1964 wurde bei der Vereinigung der beiden Bäche zum Schutz der Geleise von RhB, SBB und der Autobahn A13 und Kantonsstrasse ein erster Geschiebesammler gebaut. Zwischen 2003 und 2005 erstellte man ein neues Auffangbecken, das 150'000 m3 Geröll fassen kann. 18'000 Tonnen Steinblöcke wurden als Erosionsschutz versetzt, für das Auslaufbauwerk und für Sohlensicherungen wurden 1700 m3 Beton verbaut. Die seitlichen Mauern der ersten Befestigung sind weiter bachaufwärts noch zu sehen.

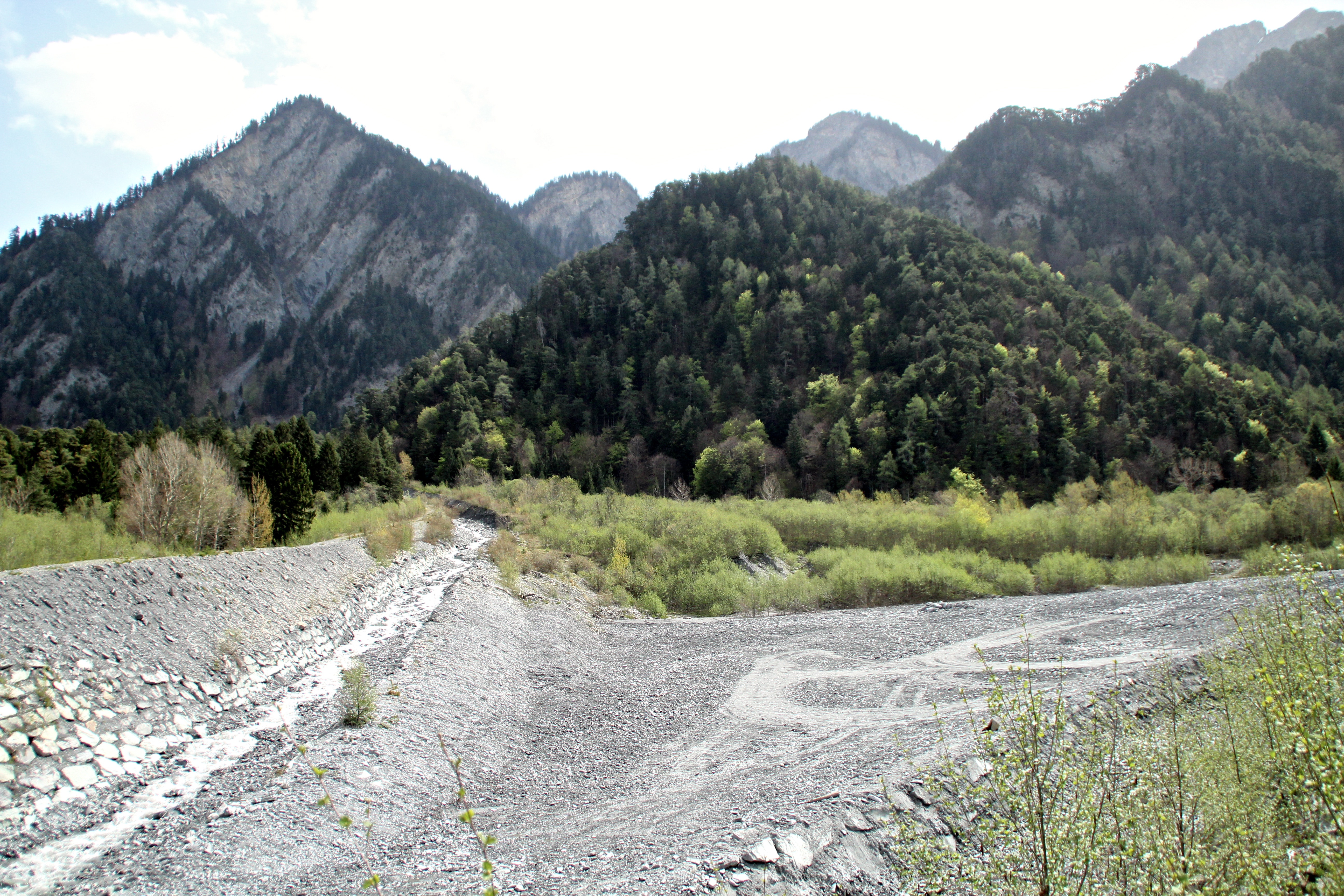
Links die Maschänserrüfe, rechts die Scalärarüfe. Im Hintergrund die ansteigenden Berge
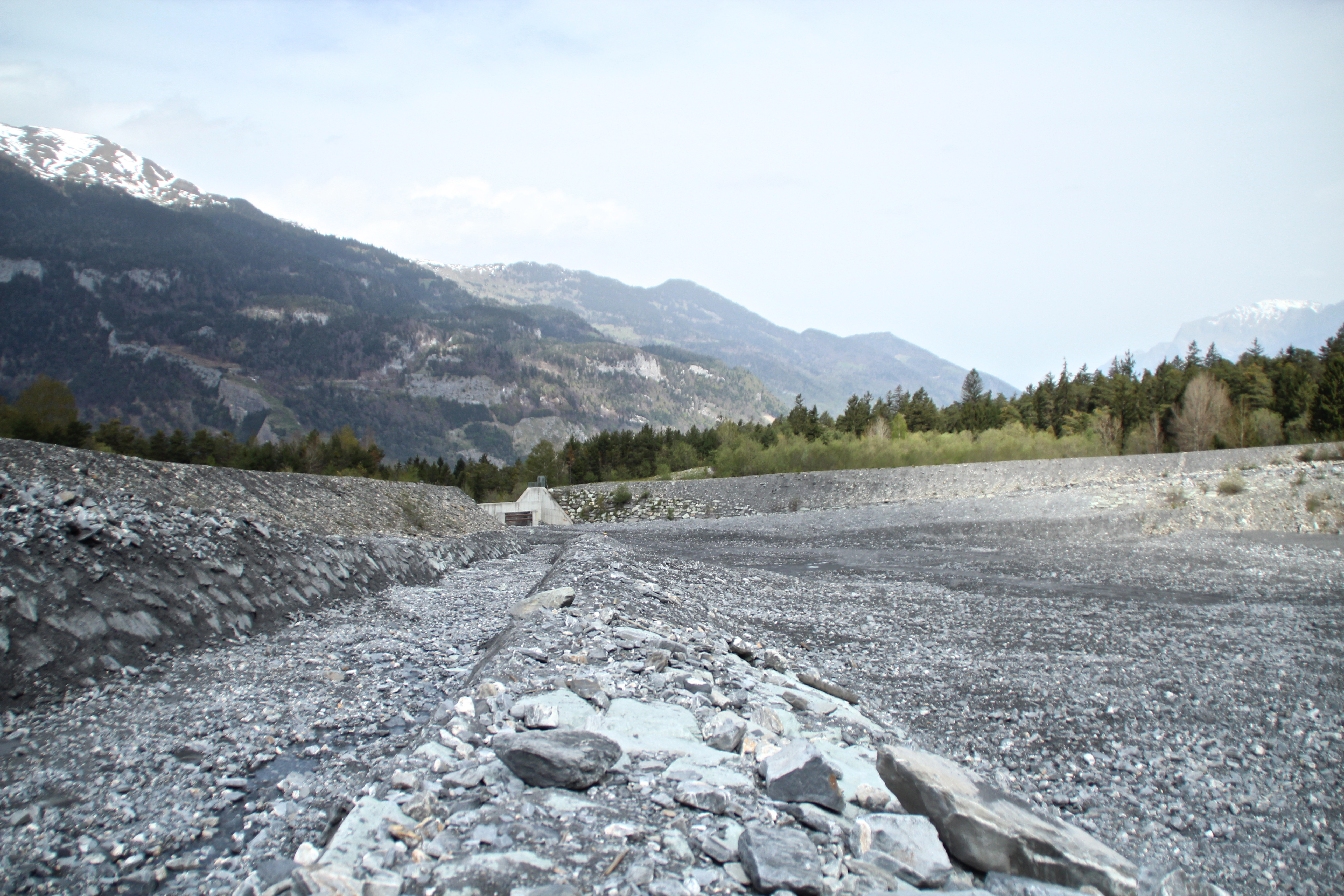
Geschiebesammler am Ausgang des Tobels
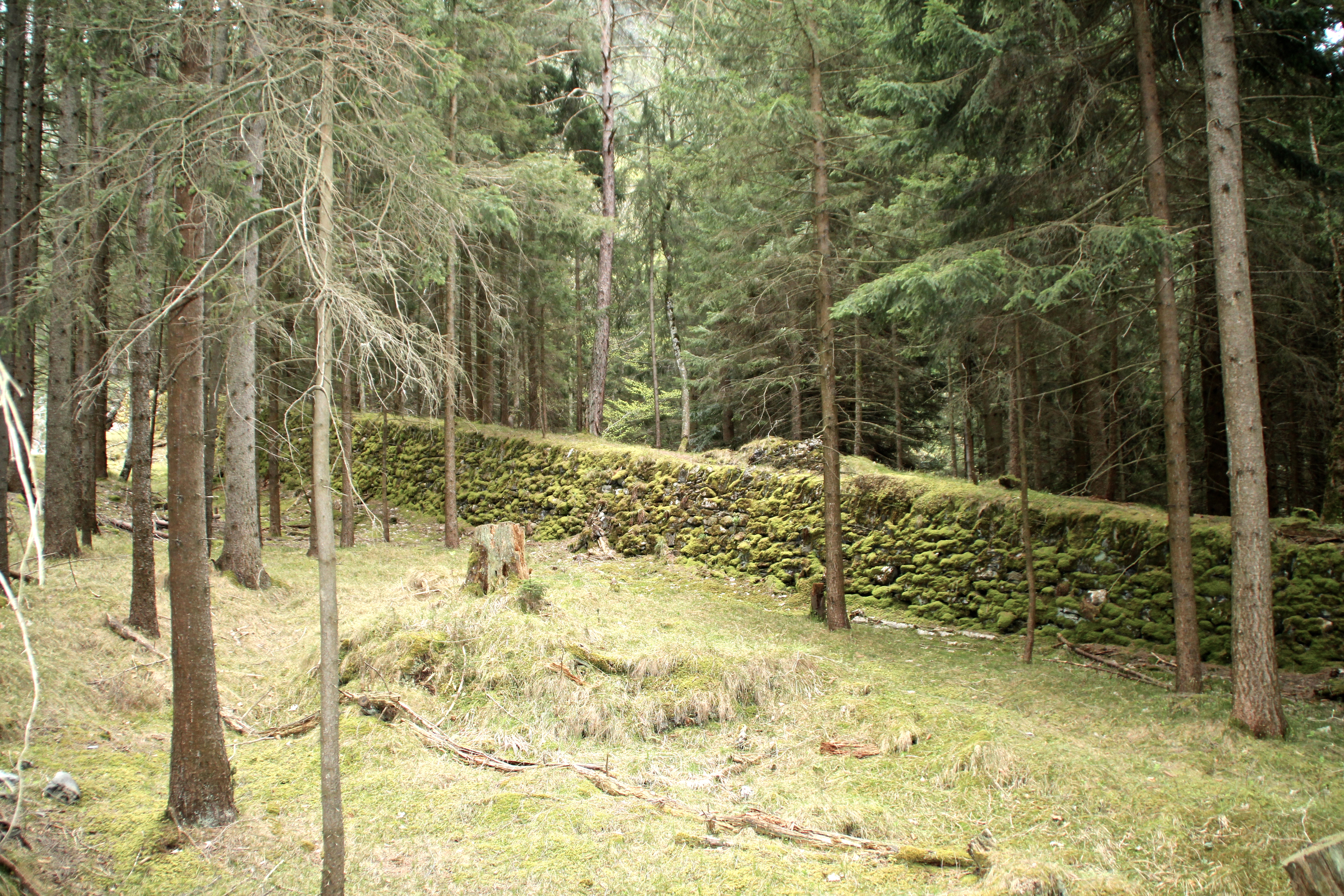
Alte Schutzmauer

## Sage

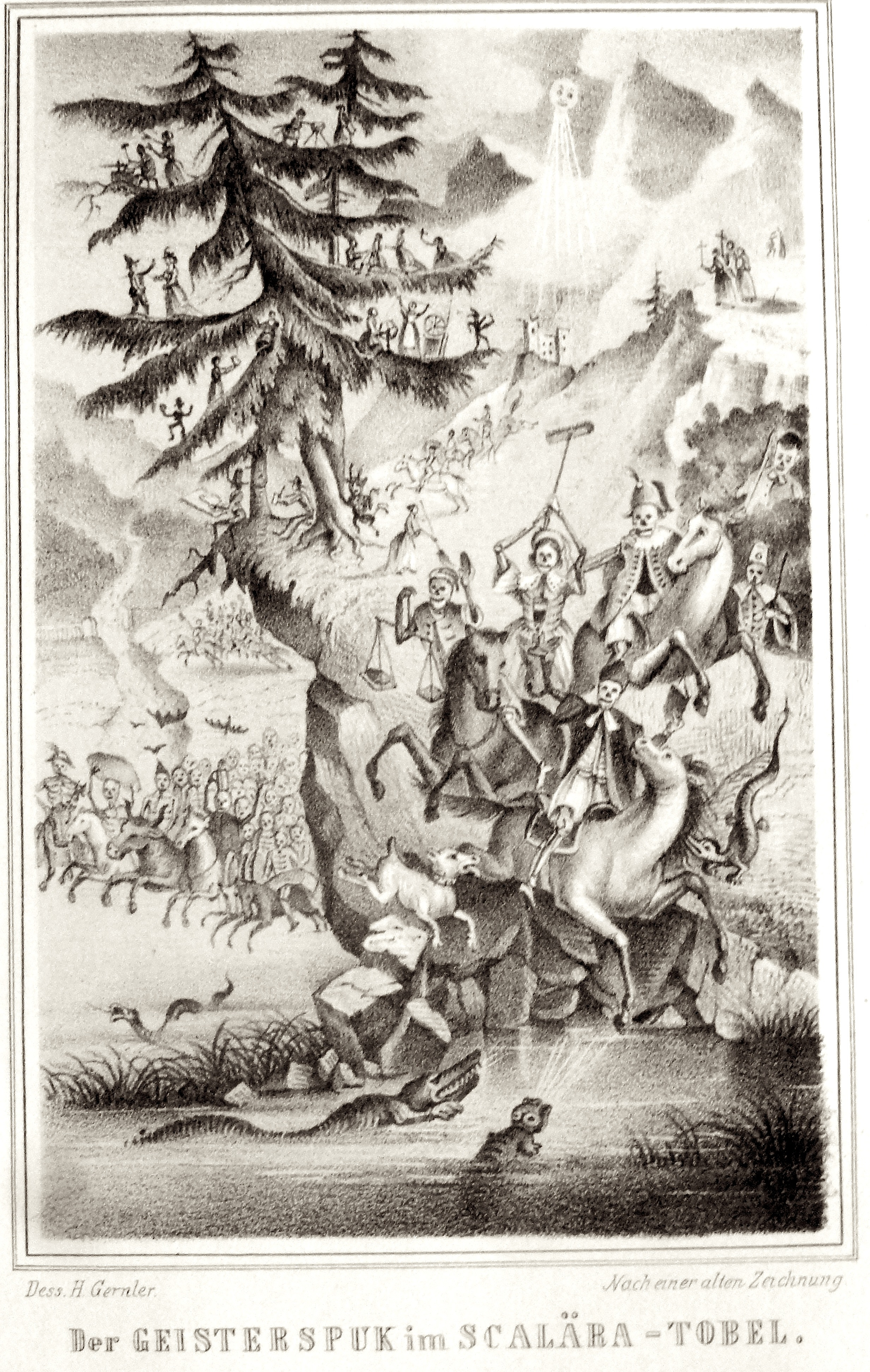
Geisterzug im Tobel

Im Scaläratobel liegt einer Sage zufolge die Sonderhölle der Einwohner Churs: Alle, die «die nicht recht taten», werden nach ihrer Beerdigung im alten Friedhof Waldhaus von zwei Kapuzinern aus dem Grab geholt und durch den Wald ins Tobel geführt, wo sie für ihre Sünden büssen müssen. 1903 beschrieb der Churer Constanz Ciprian Fischer im Bündner Kalender im Gedicht: «Der Geisterspuk im Scalära-Tobel», was die Missetäter zu erdulden hatten. Der Tiroler Autor Christian Kössler griff die Sage in seinem 2015 erschienenen Werk «Sie wird dich holen» mit dem Text «Lassen Sie die Toten» ebenfalls auf.

## Sonstiges
- Östlich oberhalb des Geschiebesammlers liegen auf einer Anhöhe die Ruinen der Burg Ober-Ruchenberg.
- Nach dem Scaläratobel sind die Churer Pfadfinderabteilung[4] sowie eine Ländlerkapelle benannt.[5]